# كليم كينيدي
كليم كينيدي (بالإنجليزية: Clem Kennedy)‏ هو لاعب دوري الرغبي أسترالي، ولد في 1921 في Redfern, New South Wales ‏ في أستراليا، وتوفي في 2010 في مسكوت ‏ في أستراليا.